# Файнберг Віктор Ісаакович
Віктор Ісаакович Файнберг (* 26 листопада 1931, Харків, Українська СРР — 2 січня 2023, Жіан, Франція) — філолог, видатний діяч дисидентського руху в СРСР, учасник демонстрації 25 серпня 1968 на Красній площі у Москві, борець проти каральної психіатрії.

## Життєпис
В період антисемітської кампанії 1948—1952 років в СРСР піддавався переслідуванням, які переходили у бійки, через що був направлений до психіатра, що згодом відіграло негативну роль.
В 1957 за антисемітську образу вступив в бійку з міліціонером, за що був засуджений до 1 року виправних робіт.
В 1968 закінчив англійське відділення філологічного факультету Ленінградського університету, на «відмінно» захистив дипломну роботу по Селінджеру, влітку 1968 працював екскурсоводом в палаці-музеї в Павловську.
Взяв участь в демонстрації 25 серпня 1968 року на Червоній площі у Москві з протестом проти вторгнення радянських військ до Чехословаччини. Був заарештований під час демонстрації і звинувачений за статтями 190.1 («Поширення завідомо неправдивих вигадок, що ганьблять радянський державний і суспільний лад») і 190.3 КК РРФСР («Організація або активна участь в групових діях, що порушують порядок»).
Після арешту у КДБ СРСР виникла складність: Файнбергу під час затримання вибили передні зуби, і демонстрація його в суді була визнана небажаною. Вихід був знайдений у направленні на психіатричну експертизу в інститут ім. Сербського, визнання неосудним і примусовому лікуванню.
У лікарні разом з Володимиром Борисовим оголосив голодування на знак протесту і був підданий примусовому годуванню. Незважаючи на соматичні протипоказання (базедова хвороба), до Файнбергу була застосована аміназинотерапія. Інформація про голодування потрапила на Захід і керівництву лікарні, щоб зам'яти скандал, довелося піти на поступки Файнбергу і Борисову: скасувати ін'єкції і пом'якшити умови утримання.
В лікарні допомогу Файнбергу надавала лікар-психіатр Марина Вайханська, вона також передавала інформацію дисидентам, які перебувають на волі. Це стало підставою для її звільнення. В 1974 вони одружилися і емігрували з СРСР. Сім'я проживала у Франції .
В еміграції став ініціатором створення «САРА» — Campaign Against Psychiatric Abuses for Political Purposes для боротьби з каральною психіатрією в СРСР.

## Інше
Виступав на підтримку ув'язненого у Росії українського режисера Олега Сенцова.